# Hoquiam
Hoquiam est une ville du Comté de Grays Harbor dans l'État de Washington.
Elle est située à l'embouchure de l'Hoquiam River (en).
La population était de 8 726 habitants en 2010.